# Kalliojärvi (sjö i Jyväskylä, Mellersta Finland)
Kalliojärvi är en sjö i kommunen Jyväskylä i landskapet Mellersta Finland i Finland. Den är 10,4 meter djup. Arean är 23 hektar och strandlinjen är 3,4 kilometer lång.  Den  ingår i Kymmene älvs huvudavrinningsområde.  Sjön ligger omkring 14 kilometer nordväst om Jyväskylä och omkring 240 kilometer norr om Helsingfors. 
I sjön finns ön Kalliosaari. 